# Scuola media
En Suisse, dans le canton du Tessin, une scuola media est un établissement d'enseignement du secondaire I (de 11 à 15 ans, ou les 6e, 7e, 8e et 9e année de scolarité).